# Oxaenanus
Oxaenanus is een geslacht van vlinders van de familie spinneruilen (Erebidae), uit de onderfamilie Herminiinae.

## Soorten
- O. brontesalis Walker, 1858
- O. glaucopis Hampson
- O. kalialis Swinhoe, 1900
- O. picticilia Hampson, 1898
- O. prunalis Hampson, 1896